# Beaumont-le-Roger
Beaumont-le-Roger – miejscowość i gmina we Francji, w regionie Normandia, w departamencie Eure.
Według danych na rok 1990 gminę zamieszkiwały 2694 osoby, a gęstość zaludnienia wynosiła 74 osoby/km² (wśród 1421 gmin Górnej Normandii Beaumont-le-Roger plasuje się na 86. miejscu pod względem liczby ludności, natomiast pod względem powierzchni na miejscu 6.).